# ФК Мизия (Кнежа)
ФК „Мизия“ (Кнежа) е футболен отбор от Кнежа, област Плевен, България.
През сезон 2021/22 печели промоция за В група. Основните цветове на отбора са зелено и бяло.

## Интересни факти
Отборът на ФК „Мизия“ (Кнежа) е първият отбор в България, на който за старши треньор е избрана жена: Ива Найденова – Данчева.
ФК Мизия (Кнежа) дава шанс и на носителя на златната ръкавица за сезон 2013/14 Ивайло Новаков.